# オリンピアス
オリンピアス（OLYMPIAS）は、かつて日本専売公社（現・日本たばこ産業（JT））と東京オリンピック資金財団が製造・販売していた日本のたばこの銘柄の一つ。

## 経緯
1964年（昭和39年）に開催される東京オリンピックの開催費用として、寄付金付のたばこの販売が企画された。1963年（昭和38年）3月25日、第43回国会でオリンピック東京大会の準備等に必要な資金に充てるための寄附金付き製造たばこの販売に関する法律が成立し、公布と同日に施行された。施行の日から「昭和三十九年に開催されるオリンピック東京大会（以下「大会」という。）終了の日の属する月の末日までの間」（第一条）の限定で販売されることとなった。

## 仕様
「オリンピアス」の仕様や価格は、上記の法律の第二条で明記されていた。両切紙巻きたばこで、寸法は長さ70mm、内周26mm、原料となる葉たばこの総量の80%にオリエント葉たばこを用いた上級品とされ、ギリシャ産とトルコ産が用いられた。価格は最高50円（10本あたり）とされ、「オリンピアスに係る前条の寄附金（寄附金）」の額は10本当たり10円として外包にも明記された。
包装は、濃淡二色の緑または青緑・橙色の二色を白色の0で区切り、中央に五輪マークと「OLYMPIAS」「FILTER CIGARETTE」の黒文字があしらわれた。デザインは宇野亜喜良によるもので、陸上競技のトラックをイメージしたものだった。内包の銀紙にも五輪マークがあしらわれ、オリンピックの寄付金になる旨と夏季オリンピック開催地一覧、東京オリンピックの開催競技を掲載したビラが同封されていた。
ポスターは五輪マークをあしらい商品名と寄附金付きであることを強調したポスターと、棒高跳選手を描いたもの、菅原謙二（後の菅原謙次）と勝三四郎がモデルとなったもの（撮影：渡部雄吉）の3種類が用意された。

## 販売
「オリンピアス」は1963年4月に製造と販売が始まり、東京オリンピック開催直前の1964年8月まで製造された。2年間の販売で得られた寄附金は3億2,000万円に及んだ。

## その他のオリンピック関連たばこ
「オリンピアス」のほかにも、外国人旅行者向けに「とうきょう64」（20本入り100円、10個入りカートンあり）が限定販売されたほか、「ピース」は5色に競技種目をデザインした限定パッケージが販売された。